# Нови, Энрике
Энри́ке Но́ви (исп. Enrique Novi; род. 21 апреля 1947 года, Мехико, Мексика) — мексиканский актёр кино и телевидения.

## Биография
Родился 21 апреля 1947 года в Мехико. В кинематографе дебютировал в 1970 году. Наконец в 1989 году актёр получает самую лучшую главную роль — роль Хуана Антонио Мендес Давилы в культовом сериале «Моя вторая мама», после успешного показа которого его полюбили во многих странах мира, в том числе и в России. В 1996 году в связи с конфликтом с киностудией Televisa, он переходит на киностудию TV Azteca, где он снимается в 1997 году в мистическом сериале ужасов «Волчица» (La Chacala). В 2007 году он переходит на преподавательскую и политическую деятельность и становится преподавателем Федерального института электроники. В 2010 году он становится директором телекомпании TV Azteca.

## Фильмография (избранное)

### Телесериалы
Сериалы студии Televisa
- 1971 — Лусия Сомбра — Роман Калверт
- 1975 — Палома — Габриэль
- 1989 — Моя вторая мама — Хуан Антонио Мендес Давила
- 1993 — Валентина — Энрике

Сериалы студии TV Azteca
- 1997 — Волчица (La Chacala)

### Кинофильмы
- 1970 — Кристо 70 — Чололо
- 1989 — Джеймс Бонд Агент 007: Лицензия на убийство (США, Великобритания) — Расмуссен